# Ein großes Versprechen
Ein großes Versprechen ist ein Film von Wendla Nölle, der Anfang Oktober 2021 beim Filmfest Hamburg seine Premiere feierte und am 9. Juni 2022 in die deutschen Kinos kam.

## Handlung
Schon lange ist Juditha mit dem Schweden Erik verheiratet. Sie leben glücklich in ihrem Haus mit Garten in Hamburg. Der Garten und Vogelbeobachtungen sind die Hobbys von Juditha. Die erwachsene Tochter Sarah lebt in Eriks Heimat Malmö.
Juditha freut sich auf die Emeritierung Eriks, der als Universitätsprofessor arbeitete. Dann könnte er mehr bei ihr sein, auch für mehr gemeinsame Unternehmungen. Sie hat das auch nötig, denn sie leidet an Multipler Sklerose, was sie aber zu ignorieren versucht. Doch Erik hat andere Pläne. Er bewirbt sich sogar für eine Stelle in Malmö. Als das nicht klappt, will er noch einmal ein Studium aufnehmen.
Judithas Krankheitszustand verschlimmert sich zusehends. Bald kann sie sich nur noch im Rollstuhl im Haus bewegen. Sie lehnt jede ärztliche Intervention ab – es helfe ja doch nichts. Sie weist auch jede Erleichterungen, die Erik ihr organisiert (besserer Rollstuhl, automatische Regale, Haushaltshilfe), zurück, obwohl sie das dringend benötigte. Sie verweigert die Anerkennung der Realität ihres Zustandes. Erik ist verzweifelt. Ringt er doch auch um sein selbstbestimmtes Leben außerhalb des Hauses. Neuerdings macht ihm sein Herz zu schaffen (Herzanfälle, Panikattacken). So bricht er ins Hotel aus, obwohl seine Frau nun selbst eine Haushaltshilfe engagiert hatte. Juditha sucht ihn in der oberen Etage und stürzt dabei die Treppe hinunter. Erik findet seine Frau im Krankenhaus. Sie will nun die Trennung. Erik flieht nach Malmö. Er macht sich Vorwürfe, bekennt seine Schuld vor seiner Tochter.
Juditha lernt, in einem Pflegeheim zu leben, obwohl es ihr sehr schwerfällt, ihre körperlichen Beeinträchtigungen zu akzeptieren. Aber sie kämpft dagegen in der Physiotherapie.
Erik schickt ihr einen Brief mit Fotos der Leere. Er schreibt, dass er ohne Juditha das gemeinsame Schiff aus ihrer Vergangenheit nicht finden könne, weil sie fehle. Juditha lächelt. In der letzten Szene eilt sie in ihrem Rollstuhl zur Tür des Fahrstuhles.

## Produktion

### Filmstab
Regie führte Wendla Nölle. Die gebürtige Hamburgerin arbeitete zunächst als Ingenieurin der Medientechnik, bevor sie an der HFBK in Hamburg Visuelle Kommunikation bei Wim Wenders und Fatih Akin studierte. Ein großes Versprechen ist nach mehreren Dokumentarfilmen ihr fiktionales Langfilmdebüt. Das Drehbuch schrieb Greta Lorez. Für sie stellt es die erste Arbeit für einen Film dar.

### Besetzung und Dreharbeiten
Die deutsche Schauspielerin Dagmar Manzel und der Schwede Rolf Lassgård, der in Deutschland durch die Krimiserie Beck und in der Rolle von Kurt Wallander bekannt wurde, spielen in den Hauptrollen Juditha und Erik. In kleineren Nebenrollen und Gastauftritten als ihre Verwandten oder Eriks ehemalige Arbeitskollegen zu sehen sind Wolfram Koch als Hans, Anna Blomeier als Sarah, Katinka Auberger als Anna und Dirk Böhling als Professor Walther.
Der Film wurde in Hamburg und Umgebung gedreht. Als Kameramann fungierte Nikolai von Graevenitz. Der Arbeitstitel des Films lautete Die große Freiheit.

### Veröffentlichung
Die Weltpremiere des Films erfolgte am 1. Oktober 2021 beim Filmfest Hamburg. Im November 2021 wurde er beim Exground Filmfest Wiesbaden gezeigt. Anfang März 2022 wurde der Film beim Santa Barbara International Film Festival vorgestellt. Der Kinostart in Deutschland erfolgte am 9. Juni 2022.

## Rezeption

### Kritiken
Wilfried Hippen schreibt in seiner Kritik in der taz, Wendla Nölle lote die Beziehung von Juditha und Erik tief aus, und man glaube ihr, dass sie hier von zwei Menschen erzählt, die einander so gut kennen, wie dies nur möglich ist: „Ein Blick, eine Geste, ein Wort, von dem man weiß, wie tief es den anderen trifft – dies sind die Mittel, mit denen sie hier arbeitet.“ Auch merke man, dass Nölle von Haus aus Dokumentarfilmerin ist, denn nicht nur die Menschen, sondern auch die Räume, in denen sie sich bewegen, wirkten absolut authentisch. Sie wisse, dass man solch eine Geschichte, gerade weil sie so universell ist und überall passieren kann, genau verorten und dadurch erden muss. Ein großes Versprechen sei ein unbequemer, doch wahrhaftiger Film, so Hippen.

### Auszeichnungen
Ein großes Versprechen wurde Ende Februar 2022 in die Vorauswahl für den Deutschen Filmpreis aufgenommen. Die Jury der Deutschen Film- und Medienbewertung zeigte sich „beeindruckt von diesem sehr reifen Film, der gleichermaßen berührt und nachdenklich macht“, und verleiht das Prädikat „Besonders wertvoll“.
Braunschweig International Film Festival 2021
- Nominierung für den „Heinrich“[10]

Filmfest Hamburg 2021
- Nominierung für den Hamburger Produzentenpreis (Dirk Decker, Andrea Schütte, Nikola Bock)